# Sougambus bostoniensis
Genre
Espèce
Synonymes
- Tmeticus bostoniensis Emerton, 1882
- Hilaira algida Hackman, 1954

Sougambus bostoniensis, unique représentant du genre Sougambus, est une espèce d'araignées aranéomorphes de la famille des Linyphiidae.

## Distribution
Cette espèce se rencontre aux États-Unis au Massachusetts, dans l'État de New York et au Wisconsin et au Canada en Colombie-Britannique, en Saskatchewan, au Manitoba, en Ontario, au Québec, au Nouveau-Brunswick, en Nouvelle-Écosse et en Terre-Neuve-et-Labrador.

## Étymologie
Son nom d'espèce, composé de boston et du suffixe latin -ensis, « qui vit dans, qui habite », lui a été donné en référence au lieu de sa découverte, Boston.

## Publications originales
- Emerton, 1882 : New England spiders of the family Theridiidae. Transactions of the Connecticut Academy of Arts and Sciences, vol. 6, p. 1-86 (texte intégral).
- Bishop & Crosby, 1936 : Studies in American spiders: Miscellaneous genera of Erigoneae. Festschrift zum 60. Geburstage von Professor Dr. Embrik Strand, Riga, vol. 2, p. 52-64.